# Paul Kube
Paul Kube (* 29. Juni 1899 in Brieg; † 1963) war ein deutscher Politiker (CDU) und Abgeordneter des Landtages Brandenburg.

## Leben
Paul Kube machte eine Lehre als Uhrmacher und arbeitete in diesem Beruf. Während der Weimarer Republik war er Mitglied des Zentrums.
Nach dem Krieg wurde er Mitglied des FDGB und zweiter Vorsitzender des FDGB der Mark Brandenburg. Er gehörte zu den Gründern der CDU. Dort war er ab Dezember 1949 Abteilungsleiter „Gewerkschaften“ beim Hauptvorstand der CDU der SBZ. Anfang Januar 1949 wurde er als CDU-Vertreter und Betriebsratsvorsitzender der Kraftwerke Oranienburg in die DWK gewählt. Von Juli 1950 bis zu seiner Flucht 1951 war er Vorstandsmitglied der CDU Brandenburg und Kreisvorsitzender des Kreises Niederbarnim.
Zwischen 1946 und 1950 war er Abgeordneter im Landtag Brandenburg und dort Vorsitzender des Ausschusses für Arbeit und Sozialfürsorge. Bei den Landtagswahlen 1950 wurde er wegen seiner demokratischen Haltung nicht aufgestellt. Im Juli 1951 floh er nach West-Berlin.